# Eremia Constantin Cotrutz
Eremia Constantin Cotrutz (n. 1 mai 1935 -d. 15 mai 2009) a fost un deputat român în legislatura 1996-2000, ales în județul Iași pe listele partidului PDSR. Eremia Constantin Cotrutz a fost profesor universitar de medicină. În cadrul activității sale parlamentare, Eremia Constantin Cotrutz a fost membru în grupul parlamentar de prietenie cu Statul Israel.  